# バレットリヴァース
『バレットリヴァース』 (Ballet Riverse) は、日本の特撮オリジナルビデオ、およびその作中に登場する架空のゲームの名称。2008年に製作された『ビットバレット』の続編作品であり、副題は『ビットバレットII』。
AV女優を主演に据えた成人指定作品であり、ビデオシネマとしての一般作品版がAVメーカーのアタッカーズの一般作品レーベルであるアタックゾーンから2011年7月に発売された。それに先駆け、AV監督撮影分の映像を加えて再編集されたAV作品版がアタッカーズから同年6月に発売された。
近未来の日本全国の女性たちがそれぞれの目的のため、最強の座をかけて格闘する姿を描く。
特撮テレビドラマ『仮面ライダーストロンガー』で知られる荒木しげるが特別出演しているが、その後に入院を経て2012年4月14日に死去したため、本作は彼にとっての最後の作品となった。

## あらすじ
2021年。かつて世界的IT企業・エクソル社が開発した新鋭バーチャル格闘ゲーム「ビットバレット」は「バレットリヴァース」と名を変え、エクソル社の上層組織である特殊工作機関NOAによって開催されていた。参加者は戦闘服として各々の職業の制服に身を包み、それぞれの職場を模した仮想空間の戦場を舞台とし、かつての大会同様、サイファーと呼ばれる超能力を駆使して戦う。優勝者には1億円もの賞金と、あらゆる夢の成就が約束される。しかし一方で、この勝敗は莫大な売り上げを叩き出す賭博の対象となり、ゲームの敗者は男たちから性の玩具にされ、一部始終が全国に配信されてしまうという危険も孕んでいる。様々な者たちの思惑が交錯する中、夢、プライド、生存を賭け、バレットリヴァースが開始される。

## 登場人物
天野 舞姫（あまの まき）
舞姫流舞踏・天野家の後継者だが諸々の事情から家を出て、ファーストフード店でアルバイトをしている。恋人・ヒロシの夢を叶えるために大会に臨む。サイファーは、舞踏によって相手の五感を無効化する「センス」。
南 マヤ（みなみ マヤ）
エクソル社の社員で、かつてのビットバレット優勝者ともいわれる。「ミラージュスウィープ」「エターナルアライヴ」など、前大会で登場したサイファーを使うことや、その言動から、前作で登場した主要人物の1人と同一人物である可能性が示唆されている。
東海林 菜々（しょうじ なな）
一流デパートのエレベーターガール。あらゆる人間を自分に寄せつけないサイファー「フライト」の持ち主だが、その能力ゆえに誰とも触れ合えずに生きてきたため、大会に優勝して自分の一切のサイファーを消してもらおうとしている。
葵 ミント（あおい ミント）
アイドル歌手の卵。デビューのための資金とバックアップを得ることが大会参加の目的。歌手志望でありながら凄まじい音痴。サイファーは、歌声の音波でかまいたちのように相手を斬り裂く「マイク」。
佐倉 瑞穂（さくら みずほ）
金融会社勤務。金をすべてと考え、賞金のみを目当てに大会に参加している。自分の書いた文章のとおりに相手を行動させるサイファー「ノート」の使い手。
川原 花音（かわはら かのん）
東京都内のメイド喫茶の店員。自分の店を持つために大会に臨む。頭脳派で、対戦前に相手を徹底的に調査し、巧妙に弱点を突く。スパッツを履いてパンチラを防ぐなど、極度の潔癖症。サイファーは、標的物を超重量化する「ウェイト」。
森 アリエス（もり アリエス）
看護師。本来バレットリヴァースの参加者に登録されていない正体不明の女性。人間相手に無敵を誇る菜々のサイファーが通用しないなど、謎が多い。
鳴海 ノア（なるみ ノア）
教会の修道女。自分たちのサイファー能力を神に与えられたものとして神聖視し、自分たちを神に選ばれた存在と見なしている。バレットリヴァース参加者たちのほとんどのサイファーを生来にして持ち合わせている最強の戦士。

## 出演
- 天野舞姫：あすか伊央
- 南マヤ：小出あかり
- 葵ミント：郷美寿梨
- 佐倉瑞穂：天海麗
- 東海林菜々：彩月あかり
- 川原花音：安川窓華
- 森アリエス：深月ユリア
- 鳴海ノア：河合風花
- 山北信彦：坂本浩之
- 堂本恭二：奥村幸礼
- ヒロシ：石黒圭一郎
- 月村圭一郎：荒木しげる（特別出演）

## スタッフ
- 企画：丸山道央
- 原作・脚本：畑澤和也、益子晃
- 監督：畑澤和也
- アクション監督：南辻史人、柴田愛之助
- 音楽監督・オープニング演出：松本竜欣
- 撮影：土田淳一
- プロデューサー：松本竜欣
- 制作プロダクション：ミリオンエンタテインメント
- 製作・著作・販売：アタッカーズ